# Marinkommando
Marinkommando var tidigare en myndighet för regional ledning av svenska marinens förband inom ett tilldelat område av svenskt sjöterritorium. Ett marinkommando var underställt en militärbefälhavare och var verksamt under såväl krigs- som fredsförhållanden. Chefen för respektive marinkommando ansvarade även för krigsplanläggning samt mobilisering och kunde i vissa fall ha tillika uppgift som försvarsområdesbefälhavare.

## Bakgrund
Genom försvarsbeslutet 1925 kom territorialvattnet längs den svenska kusten från den 1 januari 1928 att delas in i sex marindistrikt. Marindistriktet omfattade territorialvattnet, det marina försvarsområdet samt den del som utgjorde landterritorium. Bakgrunden var avsaknaden av klara befälsförhållanden samt en enhetlig ledning för de svenska kustområdena i krig eller vid krigsfara. De sex marindistrikten utgjorde endast krigsförband, men fyllde samtidigt en viktig roll som regional ledning av de marina stridskrafterna. Genom försvarsbeslutet 1936 beslutade riksdagen att samtliga marindistrikten skulle fredsorganiseras från den 1 juli 1937. Med den nya organisationen kom marindistriktet omfatta stab, personalavdelning, intendenturförvaltning, sjukvårdsförvaltning, kameralkontor, fartygsdepå, örlogsdepå, fartygsdetachement, fiskfördelningscentral samt en kustbevakningsavdelning. Genom försvarsbeslutet 1948 reducerades antalet marindistrikt med två stycken, men samtidigt infördes begreppet marina bevakningsområden, vilka underställdes marindistrikten.
Den 1 oktober 1957 omorganiserades marindistrikten till marinkommandon, där kustartilleriförsvaret avskiljdes för att den 1 juli 1958 bilda egen myndighet, där kustartillericheferna blev försvarsområdesbefälhavare. Den nya organisationen bestod bland annat av en ledningsorganisation med stab och förvaltning, kustartilleribrigad, fartygs och helikopterförband.
Den 1 oktober 1966 infördes en ny regional ledning inom det svenska försvaret. Där den samlade operativa ledning samlades hos en militärbefälhavare. Därmed omorganiserades marinkommandona till örlogsbaser, vilka underställdes en militärbefälhavare från att tidigare varit direkt underställd Chefen för Marinen. Dock var det endast tre kommandon som omorganiserades till örlogsbaser, då Marinkommando Nord omorganiserades till örlogsbasavdelning ingående i Norrlands kustartilleriförsvar. Örlogsbasernas organisation kunde bland annat bestå av stab och förvaltning, kustbevakningsorganisation samt fartygs och helikopterförband. Åren 1986 och 1990 genomfördes en större reform inom Marinen, då alla örlogsbaser sammanslogs med kustartilleriförsvaren och bildade marinkommandon.
Inför försvarsbeslutet 2000 föreslog regeringen i sin propositionen för riksdagen, att den taktiska nivån bör reduceras genom att fördelnings- och försvarsområdesstaber samt marinkommandon och flygkommandon skulle avvecklas. Detta för att utforma ett armétaktiskt, marintaktiskt respektive flygtaktiskt kommando vilka skulle samlokaliseras med Operativa insatsledningen. Förslaget som antogs av riksdagen innebar att samtliga fördelnings- och försvarsområdesstaber samt marinkommandon och flygkommandon upplöstes och avvecklades. Den 30 juni 2000 upplöstes och avvecklades marinkommandona, och ersattes till viss del av två nya organisationsenheter som skulle bilda två baser för sjöstridskrafterna. 
Inför försvarsbeslutet 2004 föreslog regeringen i sin propositionen för riksdagen, att organisationsstrukturen från det förra försvarsbeslutet med två likvärdiga marinbaser inte längre är lämplig. Bakgrund låg i sjöstridsförbandens uppgifter och dess förändringarna i insatsorganisationen som föreslogs i försvarsbeslutet 2004. Istället hade Försvarsmakten föreslagit för regeringen att det endast behövdes en marinbas, innefattande en huvudbas och en sidobas. Dock ansåg regeringen att en sådan konstruktion skulle kunna leda till oklarheter och en mindre rationell verksamhet. Istället föreslog regeringen att en marinbas skulle kvarstå, vilken skulle svara för att den geografiska viljeinriktningen kunden uppfyllas. Dock skulle det finnas inom ramen att möjliggöra basering på två ytterligare orter. Organisationen vid marinbasen skulle bland annat bestå av varvsresurser för tungt fartygsunderhåll samt att verksamhetsställen borde innehålla dimensionerande infrastruktur i form av kajer och förtöjningsanordningar. Från den 1 januari 2005 kvarstod endast en marinbas, där den geografiska spridningen bland annat bestod av sjöinformationskompanier.

## Lägre regional ledning i marinen

### Marindistrikt 1928–1957
- Gotlands marindistrikt (till 1956, därefter en del av Ostkustens marindistrikt)
- Norrlandskustens marindistrikt
- Ostkustens marindistrikt
- Sydkustens marindistrikt
- Västkustens marindistrikt
- Öresunds marindistrikt (till 1951, därefter Malmö marina bevakningsområde)

### Marina bevakningsområde 1951–1993
- Luleå marina bevakningsområde (utgick 1983)
- Malmö marina bevakningsområde
- Visby marina bevakningsområde
- Uppsala marina bevakningsområde

### Marinkommandon 1957–1966
- Marinkommando Nord
- Marinkommando Ost
- Marinkommando Syd
- Marinkommando Väst

### Örlogsbaser 1966–1990
- Norrlandskustens örlogsbasavdelning (åren 1966–1990 underställt Norrlands kustartilleriförsvar)
- Ostkustens örlogsbas
- Roslagens örlogsbasavdelning
- Sydkustens örlogsbas
- Västkustens örlogsbas (till 1980, därefter en del av Västkustens militärkommando)

### Marinkommandon 1986–2000
- Norrlandskustens marinkommando
- Ostkustens marinkommando (från 1990)
- Sydkustens marinkommando (från 1990)
- Västkustens marinkommando

### Marindistrikt 1993–2000
- Öresunds marindistrikt (åren 1998–2000 en del av Västkustens marinkommando)

### Marinbaser 2000–2004
- Ostkustens marinbas
- Sydkustens marinbas

### Marinbaser 2005–
- Marinbasen